# Muir Woods National Monument
Il Muir Woods National Monument è una foresta protetta che si trova qualche chilometro a nord di San Francisco nella Contea di Marin in California. Quest'area è famosa per le sue sequoie sempreverdi e deve il suo nome a John Muir, celebre naturalista statunitense. La foresta fa parte della Golden Gate National Recreational Area.

## Storia
Prima che la California venisse intensivamente colonizzata e che si iniziasse ad abbattere alberi, si stima che ci fossero circa 8.000 km² di foreste con sequoie sempreverdi situate in una stretta fascia costiera. Tuttavia, all'inizio del ventesimo secolo, buona parte di queste foreste era stata abbattuta, ma la valle dove oggi si trova il parco fu una delle poche che erano state risparmiate, in parte grazie alla relativa difficoltà di accesso all'area.
Nel 1905 William Kent, membro del Congresso degli Stati Uniti, comprò la valle per circa 45.000 $ per preservarla al suo stato naturale e la donò al governo degli Stati Uniti nel 1908 per evitare la costruzione di una diga che avrebbe compromesso l'intera area. Nello stesso anno il presidente Theodore Roosevelt dichiarò il parco monumento nazionale.
Il 9 gennaio 2008 la foresta è stata inserita nel National Register of Historic Places.

## Flora
L'attrazione principale del parco sono le sequoie sempreverdi. Queste piante sono parenti delle famose sequoie giganti, e sono famose per la loro altezza, infatti possono crescere fino a 115 metri dal suolo. L'albero più alto del parco misura circa 79 metri e l'età media di queste piante è tra i 500 e gli 800 anni, con le più vecchie che superano i 1.200 anni di età.